# Нижний Починок (Кировская область)
Нижний Починок — деревня в составе Опаринского района Кировской области. 

## География
Находится на расстоянии примерно 52 километра по прямой на запад от районного центра поселка Опарино.

## История
Деревня известна с 1717 года, когда здесь возведена Спасо-Никольская церковь. В 1832 году построена каменная Спасская церковь. В 1859 году было учтено дворов 11 и жителей 124, в 1926 41 и 219, в 1950 37 и 106. В 1989 году было учтено 35 жителей. До 2021 года входил в  Речное сельское поселение Опаринского района, ныне непосредственно в составе Опаринского района.

## Население
Постоянное население  составляло 6 человек (русские 100%) в 2002 году, 9 в 2010.